# Schraden
Schraden là một đô thị thuộc huyện Elbe-Elster, bang Brandenburg, Đức. Đô thị Schraden có diện tích 16,5 km², dân số thời điểm 31 tháng 12 năm 2006 là 584 người.